# ネマン文化
ネマン文化とは、紀元前7千年紀から紀元前3千年紀の中石器時代から新石器時代中期にかけて、バルト地方に連続して存在した2つの考古学的な文化を指して使われる呼称である。
ネマン文化は、今日のポーランド北部、リトアニア南部、ベラルーシ西部、カリーニングラード州を含むネマン川上流域に広がっていた。中石器時代のクンダ文化、新石器時代のナルヴァ文化といった、北方の他の文化圏と接していた。

## 中石器時代
アトランティック期間の気候は温暖であり、ネマン文化の領域の大部分が広葉樹で覆われていた。旧石器時代のハンターの主な獲物である移動するトナカイは北に追いやられ、それに続いて森林に生息する動物が移動した。人々は環境の変化に順応し、移動生活を続けていたが、移動の距離はより短くなり、長期間同じ場所に滞在した。一度だけ使用された小さな野営地と、ハンターが繰り返し利用した大きな野営地が、考古学者によって発見されている。それらの野営地は通常湖沼や河川の近くに設置され、人々は矢と槍を使って狩りをし、銛を使って漁をした。中石器時代のネマン文化の燧石の石器は南東ヨーロッパの細石器と北ヨーロッパのマグレモーゼ文化の大ぶりの石器の両方の影響を受けていた。このため、先に確立されていた新石器時代のネマン文化との混同を避けるために、中石器時代の文化は当初マイクロリシック＝マクロリシック文化と呼ばれていた。様々な影響を受けたにもかかわらず、2500年から3000年の間文化はかなり安定しており、重要な移動が無いことを示している。このため、出土品の矢じり、台形の刃、楕円形の石斧は時代が経過しても大きな変化は見られない。

## 新石器時代
紀元前5千年紀半ばの陶器の出現とともに新石器時代が始まった。半新石器時代のネマン文化は中石器時代のネマン文化を継承しており、双方の文化の大部分の石器には共通する特徴が多い。新石器時代のネマン文化の中で新たに広がった発明品は、研磨されたナイフだった。ネマン文化の陶器は底が尖っており、有機物か砕いた珪岩を混ぜた粘土で作られていた。後期に制作された陶器の中には平らな底をもつものもいくつか存在する。器は北方のナルヴァ文化のものに比べてやや狭く、曲がっている。器は白い粘土で表した薄い層と縁の周りに列状に刻んだ小さな印で装飾され、残りの部分には網目を形作る交差した縞模様か、さらに小さな印の列が配された。ネマン文化の村落の跡からはナルヴァ文化圏で作られた陶器がいくつか発見されているが、これらはナルヴァ文化に存在しない燧石の交易を介して獲得されたと考えられる。ネマン文化の末期に近づくにつれて陶器の多様化が進み、ジュツェヴォ文化の影響が示され、器には紐かモミに似たもので刻まれた印が見られる。やがて、この文化は縄目文土器文化と球状アンフォラ文化に取って代わられた。